# Chrysoperla decaryana
Chrysoperla decaryana is een insect uit de familie van de gaasvliegen (Chrysopidae), die tot de orde netvleugeligen (Neuroptera) behoort. 
Chrysoperla decaryana is voor het eerst wetenschappelijk beschreven door Navás in 1934.